# Oju rahu
Oju rahu, manchmal auch Ojurahu, ist eine unbewohnte Insel, 410 Meter von der größten estnischen Insel Saaremaa entfernt. Sie liegt in der Landgemeinde Saaremaa im Kreis Saare. Die ungefähr 10 km² große Insel gehört zum Nationalpark Vilsandi.